# Голод Роман Томич
Рома́н То́мич Го́лод (17 серпня 1905, с. Дмитровичі, Львівський повіт, Королівство Галичини та Володимирії, Австро-Угорщина — 26 грудня 1966, Торонто, Канада) — український громадський і кооперативний діяч; до Другої світової війни керував сільськогосподарськими кооперативами у Львові; входив в ОУН, співпрацював із УЦК; пережив радянську та німецьку окупації, втік із німецького концтабору, а згодом емігрував у Канаду.
Брав активну участь у житті української діаспори в Торонто: займався організацією «Пласту»; був членом Наукового товариства ім. Шевченка (НТШ) у Канаді та співорганізатором фонду підтримки європейського НТШ; входив до Української Національної Ради та був представником Енциклопедії українознавства в Канаді; редагував журнал «Листи до приятелів» та «Пластовий шлях».

## Життєпис

### Освіта і кар'єра
Роман Голод народився 17 серпня 1905 року в селі Дмитровичі біля Львова. 1932 року закінчив агрономічно-лісовий відділ Львівської політехніки у Дублянах. Протягом 1932—1939-х років працював у господарському товаристві «Сільський господар». Керував сільськогосподарськими кооперативами «Рій» (1937—1939), «Вовна», «Шовк» у Львові.
Під час Другої світової війни входив в ОУН та співпрацював з Українським центральним комітетом у Кракові. 1941—1942 років працював в Укртресті у Вінниці, Житомирі та Києві. Тоді Цукроцентраль була одним із найбільших осередків ОУНівців. Роман передавав цукор та ліки українцям, які їх потребували. Згодом Романа заарештувало гестапо, його засудили до розстрілу та утримували в концентраційному таборі в Києві, у Бабиному Яру, проте він втік звідти та вибрався на волю. 1942 року дружина Романа Марія-Анна Голод народила доньку Ренату в місті Рогатин.

### В еміграції
Після Другої світової війни протягом 1946—1948 років викладав у Мюнхені в Українському технічно-господарському інституті та Українському вільному університеті. 1948 року емігрував у Канаду разом зі своєю дружиною — Марією-Анною Голод. Працював на науково-дослідницькій станції агрономічного відділу Альбертського та Торонтського університетів.

#### «Пласт»

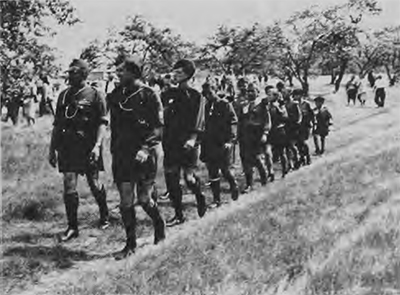
Роман Голод (зліва), тоді кошовий пластунів у Торонто, на чолі групи новаків під час літнього табору на Пластовій Січі, літо 1964

Від 1947 року — член куреня пластунів «Лісові Чорти», прізвисько — «Фока». Станичний в Едмонтоні, згодом кошевий та станичний (1957—1959) у Торонто. Співтворець «Лісової школи» — пластового міжкрайового вишкільного табору. Обіймав посаду голови Крайової Пластової Ради та був членом Головної Пластової Ради та Головної Пластової Булави.

#### Громадська діяльність
1949 року входив до першої Контрольної комісії Наукового товариства ім. Шевченка (НТШ) у Канаді. 1962 року разом із К. Паліїв та М. Зеленою висунув ідею організувати фонд для підтримки європейського осередка Наукового товариства ім. Шевченка в місті Сарсель, Франція. Велика рада Українського пластового союзу в Нью-Йорку одностайно схвалила цю ідею. Дії із підтримки європейського НТШ отримали назву «Акція „Сарсель“». Роман Голод брав активну участь в усіх формах «Акції „Сарсель“», зокрема у підготовчих працях для заснування Патронату.
Окрім того, Роман був членом Української Національної Ради та представником Енциклопедії українознавства в Канаді. У 1955—1965-х роках співредагував журнал «Листи до приятелів», у 1960—1966-х — «Пластовий шлях». Досліджував соціальні процеси в країнах колоніального типу.

### Смерть та похорон
Роман Голод помер 26 грудня 1966 року після кількох років затяжної хвороби. Похований за пластовим звичаєм у присутності молодих скаутів. Біля його дому була почесна стійка пластунів в одностроях та з прапорами юнацьких куренів. На похороній службі в церкві були присутні близько 200 пластунів. Старші та пластуни-сеньйори несли домовину покійного. На похороні грав пластовий оркестр.
У некролозі журналу «Пластовий шлях» зазначено, що Роман до останніх днів інтенсивно займався справами «Енциклопедії українознавства». Його рідні та друзі віддали шану Роману, зібравши пожертви на «Енциклопедію».
|                                  | На бажання Дружини нашого незабутнього Романа Голода члени Його рідні, приятелі, знайомі і друзі з куреня УПС «Лісові Чорти», разом 153 жертводавці, замість квітів на свіжу могилу Покійного склали пожертви на фонд Енциклопедії Українознавства в сумі 2324 доляри. Таким особливим способом гідно віддано Покійному останню шану, жертвуючи для справи, для якої Він майже повні два десятки років віддано трудився. |
| — «Пластовий шлях», квітень 1967 | |

## Родина
- Голод Марія-Анна — дружина;
- Голод Рената-Ольга Романівна[en] — донька.